# Cyclothyrium ulmigenum
Cyclothyrium ulmigenum är en svampart som först beskrevs av Miles Joseph Berkeley, och fick sitt nu gällande namn av Franz Petrak 1923. Cyclothyrium ulmigenum ingår i släktet Cyclothyrium, klassen Dothideomycetes, divisionen sporsäcksvampar och riket svampar.   Inga underarter finns listade i Catalogue of Life.